# Орёл Шестого легиона
«Орёл Шестого легиона» — советская песня, в основе которой лежат два четверостишия чешского писателя Йозефа Томана «После нас хоть потоп», написанные в 1960-х годах и переведенные на русский язык И. Холодовой в 1973 году. Повествование ведется от лица римского легионера Шестого Железного легиона. Текст песни написал археолог Александр Козлов при раскопках Херсонеса; по настоянию его друга Владимира Рудакова, Владлен Колмогоров написал партитуры.

## Создание
Летом 1976 года(по другим данным,1975 года) на раскопках Херсонеса в Крыму два археолога — Александр Козлов и Владимир Рудаков — обсуждали роман чешского писателя Йозефа Томана «Калигула, или После нас хоть потоп», впервые изданный на чешском языке в начале шестидесятых и переведённый на русский язык в 1973 году И. Холодовой. Обоим понравилась «песня легионеров» в исполнении одного из героев книги:
Пусть я погиб у Ахерона

И кровь моя досталась псам —

Орёл 6-го легиона

Всё так же рвётся к небесам.

Всё так же храбр он и беспечен

И, как всегда, неустрашим.

Пусть век солдата быстротечен,

Но — вечен Рим!
Йозеф Томан написал только два куплета, поэтому Александр Козлов, по настоянию Рудакова, написал продолжение, а их коллега Владлен Колмогоров подобрал на гитаре мелодию. Песню отличает высокая степень исторической достоверности — так, VI Железный легион сражался у реки Ахерон (в некоторых вариантах — Ерихон, что также верно исторически) в Греции и в Сирии. Песня быстро, уже к концу семидесятых годов, завоевала популярность в экспедициях, прочно войдя в советский фольклор в целом и археологический — в частности. При этом существует множество модификаций текста (Ахерон → Ерихон, добавления латинского куплета или нескольких на русском и т. д.), что, по мнению журналиста Артёма Ефимова, свидетельствует о том, что песня стала народной. Уже в постсоветское время песня стала пользоваться популярностью у различных реконструкторов и толкинистов. Песня исполняется на предельной громкости.
Авторы предполагали локальное распространение произведения, и становление его как своеобразного «гимна» археологов их поразило.

## Шестой легион?
Шестых легионов в Древнем Риме было несколько, некоторые просуществовали недолго и практически неизвестны вне узкого круга специалистов. Наиболее же известными из них являются VI Железный легион и VI Победоносный легион. Автор песни, А. С. Козлов, отдельно в воспоминаниях пояснил, что под «Шестым Легионом» может подразумеваться только Шестой Железный Легион, на что указывает текст.

## Мифы об авторстве
Песню нередко приписывают Владимиру Высоцкому, а то и вовсе Древнему Риму — так, известны случаи, когда разыскивался «оригинальный» латинский текст песни.

## В современной культуре
Является гимном исторического факультета Уральского Государственного Университета им. Горького, исторического факультета Брянского Государственного Университета и общей классикой различных археологических экспедиций. А. С. Башарин отметил, что «Орел Шестого Легиона» является одной из немногих «археологических» песен, обретших популярность за пределами профессионального круга, отмечая, что непосредственно с археологией как с наукой такие песни связи никогда не имеют.